# Yucca pallida
Yucca pallida är en sparrisväxtart som beskrevs av Mckelvey. Yucca pallida ingår i släktet palmliljor, och familjen sparrisväxter. Inga underarter finns listade i Catalogue of Life.

## Bildgalleri

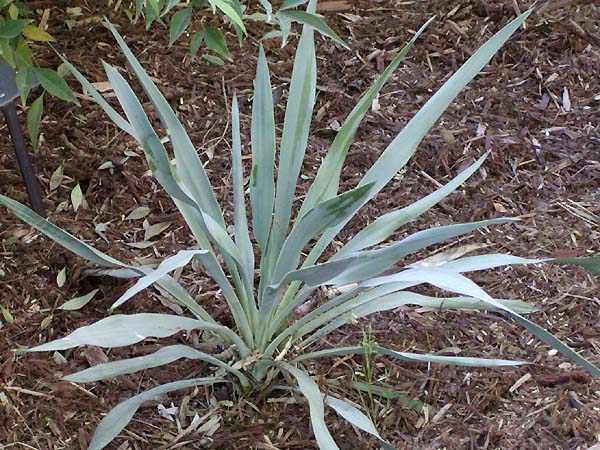
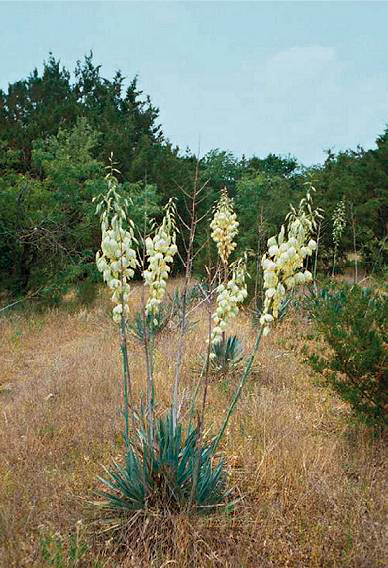
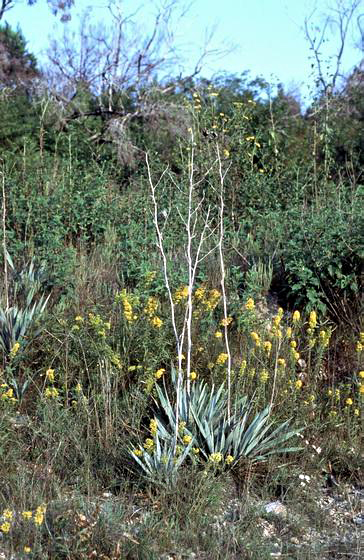
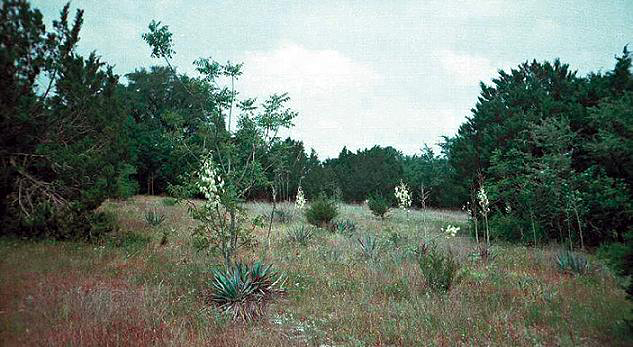
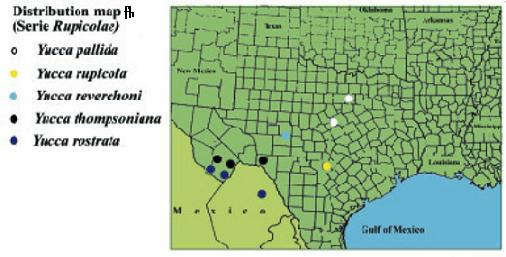